# 삼국 시대의 문화
삼국 시대의 문화에서 나타나는 특징은 초기의 부족 연맹체적 특징과 함께 한자 문화권에 편입되었다는 점과 고분 및 유물과 벽화로써 전해졌고, 불교 색채를 띤 유물과 유적이 많다는 점이다.

## 초기의 문화
부족 연맹체적 성격을 완전히 탈피하지 못한 삼국의 문화는 현존하는 것이 적어서 구체적으로 언급할 수가 없다. 그러나 삼국 시대인은 원시 사회의 유풍을 일면 답습하면서도 그들의 생활 모습을 차츰 달리해 간 것 같다. 삼국 초의 문화에서는 시조신(始祖神)에 대한 제사 의식이 행해졌으며, 또한 제천 의식의 전통이 그대로 유지되어 갔던 것 같다.
삼국이 정립(鼎立)되어 가기 훨씬 이전에 벌써 그들의 생활을 표현하는 노래가 나타났다. 추수감사제에 온 씨족원이 남녀노소를 가리지 않고 음주와 가무(歌舞)를 즐겼다는 것은 벌써 가사(歌辭)가 있었음을 보여주는 일이며, 특히 고구려 유리명왕이 지었다는 〈황조가〉는 유명하다. 또 서기 28년에 신라에서는 처음으로 도솔가(兜率歌)를 지으니 이것이 가락(歌樂)의 시초라는 기록이 있으나 확실치 않으며, 유리왕 9년(32년)에는 오늘날의 한가위(秋夕)가 처음으로 마련된 듯하다.
사회 체제가 점차 정비됨에 따라 삼국의 각 사회에는 그 신분을 나타내는 표시로 복장의 모양과 빛깔이 각각 달리 제정되었다. 또 장례하는 풍습은 원시적인 유습을 그대로 유지하였으나, 지배층의 무덤은 그들의 위엄을 나타내기 위하여 장대하게 구축되었고 많은 부장품을 매장하였다.
사회 구조의 변화는 일상생활 전체에 걸쳐서 생활을 점차 제약하게 되었다.  부족의 족장 세력이 왕권에 흡수됨에 따라 귀족층이 형성되어 갔고, 이들은 자기의 신분을 유지하기 위해 그들 신분 사이에서만 혼인하였다.

## 한문학의 발전
삼국 시대에는 [한자]가 널리 보급되었다. 한자가 처음 전래된 것은 중국의 철기 문화와 함께였다고 여겨진다. 기원전 2세기에 진국에서 한나라에 외교 문서를 보내려는 것을 위만조선이 가로막은 일이 있었다. 보다 더 구체적인 예로서 기원전 1세기 유적인 경상남도 창원시 다호리의 무덤에서 붓이 출토되어, 이미 한자가 보급되었음을 알려준다.
그러나 한자를 사용해 본격적으로 문자 생활을 하게 된 것은 삼국 시대부터였다. 삼국이 자체의 국가 체제를 정비하고 운영해 나가기 위해 능동적으로 선진 중국 문물을 받아들이려고 노력함에 따라 한자를 본격적으로 사용하게 되었다. 율령의 반포와 함께 한문 소양이 관리에게 필수적인 요소가 된 것이다. 특히 불교가 수용되어 한역(漢譯) 불경이 보급됨으로써 한문에 대한 이해가 촉진되었으며, 승려들은 당대 최고의 지식인으로서 한문의 보급에 큰 역할을 하였다. 또한 고구려에선 372년에 세워진 태학(太學)과 청소년 조직의 경당(扃堂)에서, 그리고 신라에서는 화랑도(花郞徒)에서 한문 경전을 가르친 것으로 여겨진다. 오늘날 전해지는 고구려의 광개토왕릉비, 백제의 북위에 보낸 국서(國書), 진흥왕순수비(眞興王巡狩碑) 등은 5~6세기 삼국의 한문학 수준을 보여준다.
백제의 귀족인 사택지적(砂宅智積)이 만년에 불당을 세운 것을 기술한 바와, 고구려의 유명한 장군 을지문덕(乙支文德)이 전장에서 수나라의 장수에게 보낸 한시는 삼국 말기 귀족들 사이에서 한문학 소양이 생활의 일부분이 되었음을 보여준다.
삼국 시대 한문학의 대표적인 것은 사서(史書)이다. 백제에선 4세기 중엽 고흥(高興)이 처음 《서기(書記)》를 편찬하였고, 백제 말기까지 여러 사서가 편찬되었다. 이러한 백제의 사서들은 일본에 전해져 큰 영향을 끼쳤다. 신라에서도 545년 거칠부(居柒夫)가 《국사(國史)》를 편찬하였다. 고구려에서는 4세기 후반 소수림왕대에 사서가 편찬되었고, 600년에는 이문진(李文眞)이 《신집(新集)》을 편수하였다. 이 시기 편찬된 사서는 기본적으로 왕실의 내력과 국가의 성장 과정을 기술하여, 그 정통성과 존엄성을 합리화하는 내용을 담고 있었을 것이다. 또한 왕실과 귀족 집안의 내력을 보여주는 각종의 신화와 설화가 풍부히 기술되어 있어 고대 문학의 호수와 같은 것이었다고 여겨진다. 이 시기에 사서가 편찬된 것은 고대 국가의 성장을 말해주는 기념비적인 것으로, 이들 사서 가운데 현전하는 것은 없으나, 그 내용은 몇 단계의 전승을 거쳐 기록된《삼국사기》와 그밖에 후대 사서의 기사를 통해 짐작해볼 수 있다.
한편 한문이 널리 보급됨에 따라 언어생활의 이중성이 초래되었다. 중국어와 고대 한국어의 언어 구조가 판이하고 한자가 표의 문자이기 때문에, 구어(口語)와 문어(文語)가 일치하지 않았다. 이에 따라 불편함을 완화하기 위해 생겨난 것이 차자 표기법(借字表記法)으로, 이는 한자의 음과 훈(訓, 새김)을 빌려서 고대 한국어를 기록하는 방법이다. 이런 표기법은 고구려에서 먼저 생겨났고, 신라에 전해져 발달하였다. 처음에는 인명이나 지명·관명 등 고유 명사를 표기하는 데 사용되다가, 이어 고대 한국어의 토씨를 한자로 다는 형식이 나타났고, 뒤에는 고대 한국어의 어순에 따라 한자를 배열해 서술하는 형태로 발달하였다. 이런 표기법을 이두(吏讀) 또는 향찰(鄕札)이라 하였다.
이런 이두로 씌어진 신라의 시(詩)가 곧 향가(鄕歌)이다. 현전하는 가장 이른 시기의 향가는 진평왕(眞平王) 때에 씌어졌다.

### 미술의 발전

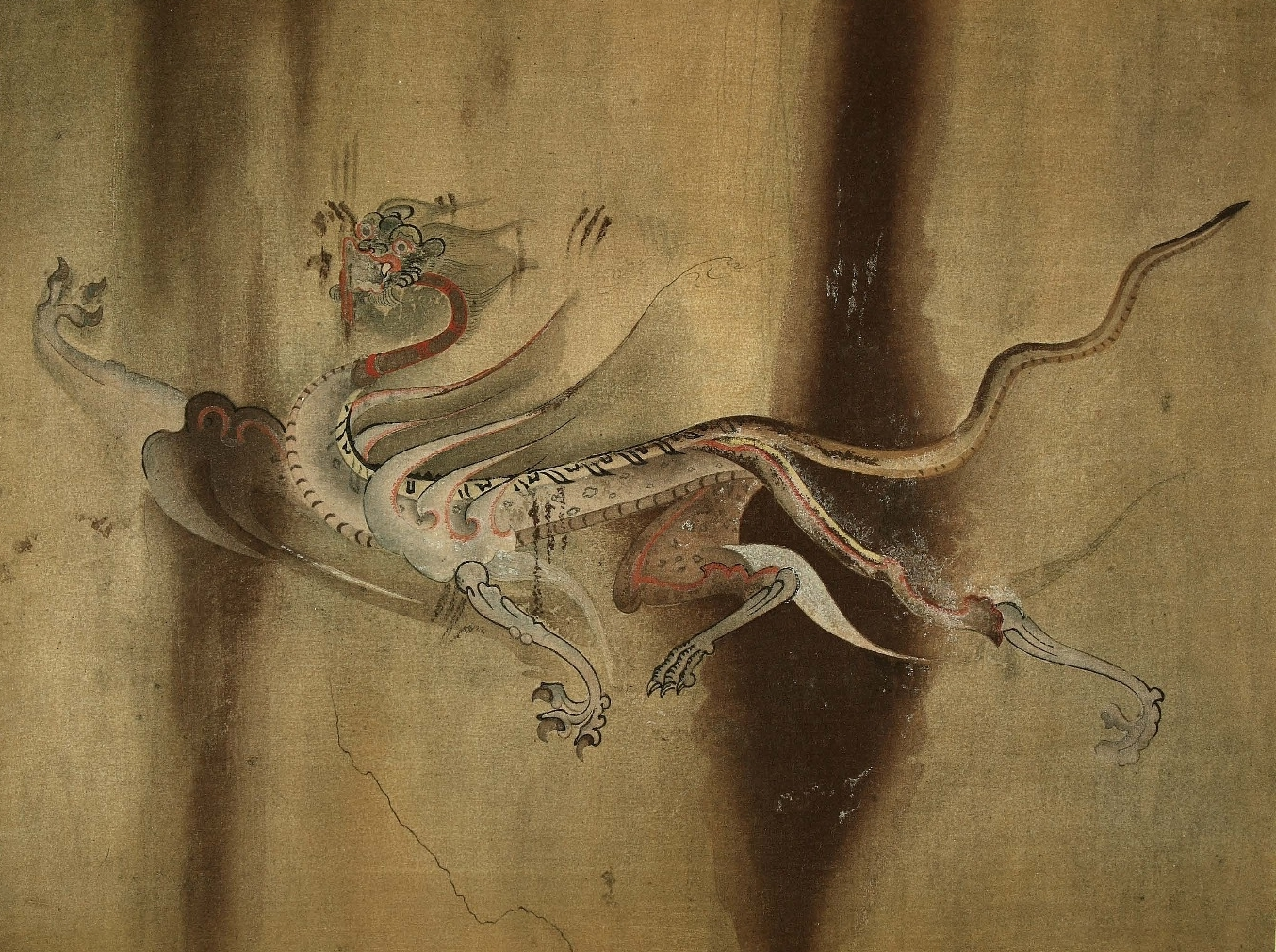
고구려 강서대묘에서 볼 수 있는 사신도 중 하나인 백호도

현존하는 삼국 시대의 미술품은 크게 두 부류로 나누어 볼 수 있다. 하나는 고분에서 출토된 유물과 벽화이고, 다른 하나는 불상과 탑 등 불교 미술품이다.
고분 벽화는 고구려의 것이 대부분이고 백제·신라·가야의 것은 많지 않다. 4세기 이후 출현한 고분 벽화는 처음에는 죽은 이의 생시의 생활상을 담은 것이 많았으며, 이어 불교 신앙을 강하게 반영한 것이 나타났다. 6세기 이후에는 점차 신선도(神仙圖)와, 사방을 진호(鎭護)한다고 여긴 상상의 동물인 청룡(靑龍)·백호(白虎)·주작(朱雀)·현무(玄武) 등을 그린 사신도(四神圖)가 중심이 되어갔다. 초기에는 무덤의 돌방(石室)의 벽면과 천장에 흰 회를 바르고 그 위에 그림을 그렸으나, 후기에는 벽면의 돌을 잘 다듬은 뒤 그 위에 직접 그렸다. 화려하고 강렬한 채색과 약동하는 힘을 담은 고구려 고분 벽화는 같은 시기 동아시아 회화 중에서 빼어난 예술성과 역사성을 지닌 것으로 평가된다.
고분 출토 유물로는 금관을 비롯해서 다양한 금속 공예품과 유리 제품·토기 등이 있다. 그 중 신라 금관은 그 양식이 시베리아의 샤먼의 관과 통하는 점을 지니고 있어, 불교 수용 이전 시기 신라 문화의 성격의 일면을 전해 주고 있다. 유리 제품은 유리의 질과 제품의 양식이 서남아시아 지역의 것과 연결되며, 토기 양식 중에도 그러한 요소가 보인다. 이런 유물들을 통해 삼국 시대의 문화가 지닌 국제성을 구체적으로 살펴볼 수 있다.
삼국 시대의 불상은 양식 면에서 북중국의 그것으로부터 큰 영향을 받았는데, 점차 이를 주체적으로 소화하여 개성적인 면을 보여주게 되었다. 이 시기의 다양한 불상 중 신비의 미소를 머금은 채 한쪽 다리를 무릎에 올려놓고 사색에 잠긴 모습으로 앉아 있는 〈금동미륵반가사유상〉은 빼어난 걸작품이다. 또한 서산에 있는 백제 마애삼존불(磨崖三尊佛)의 소박하고 티 없이 해맑은 웃음은 보는 이로 하여금 아늑하고 포근한 느낌을 갖게 한다.
탑은 초기엔 다층의 목탑이었는데, 7세기 이후로 이 땅에 풍부한 화강암을 재료로 한 5층과 3층의 석탑이 세워졌다. 익산에 있는 미륵사 다층석탑은 목탑의 구조를 그대로 지닌 석탑으로서, 목탑에서 석탑으로 넘어가는 과도기의 면모를 잘 보여준다.
삼국 시대의 주요 건축물로서 성을 빼놓을 수 없다. 성은 당시 사람들이 가장 많은 노력을 기울인 구조물이었다. 삼국의 영역 내에 현전(現傳)하는 성만도 수백 개에 이른다. 당시의 성에는 평지성과 산성이 있었는데, 대부분은 자연 지세를 이용해 산의 능선을 따라 축조한 산성이며, 쌓은 재료에 따라 석성(石城)과 토성(土城)으로 나뉜다. 현존하는 일부 석성의 위용을 통해, 당시 발달한 토목·건축 기술의 일면을 살펴볼 수 있다.

### 불교 신앙
불교가 고구려에 전해진 것은 4세기 후반 소수림왕 때였다. 백제에는 이보다 조금 뒤에 남중국으로부터 전해졌다. 양국에서는 불교가 왕실의 적극적인 지원을 받아 별다른 마찰 없이 수용되었다. 이와는 달리 신라의 경우 불교가 고구려로부터 전해졌으나 상당한 마찰과 진통을 거친 후 6세기 전반 법흥왕(法興王) 때에 와서야 공인되었다.
불교가 처음 삼국에 수용되었을 때, 그 초기 신앙 형태는 교리에 대한 이해에 바탕을 둔 것이라기보다는 주술적이고 현세기복적(現世祈福的)인 성격이 두드러진 것이었다. “불교를 믿어 복을 구하라.”라는 391년의 고구려 고국양왕(故國壤王)과 392년 백제 아신왕(阿莘王)의 하교(下敎)는 그러한 불교 이해의 일면을 보여준다. 화를 피하고 복을 부르는 것은 삼국의 재래 무속 신앙에서도 공통된 요소로서, 불교는 전래 초기 이런 측면에서 이해되고 수용된 것이다. 이러한 점은 당시 사원 건축물의 배치 구조를 통해서도 엿볼 수 있다. 498년에 세워진 금강사(金剛寺)로 여겨지는 평양의 청암동 절터의 경우를 보면, 남북으로 일직선상에 중문(中門)·탑·금당(金堂)이 있고, 탑과 금당의 평면적의 비율이 0.7 대 1이다. 탑은 평면적의 비율이 후대의 그것에 비해 매우 높고, 사원의 구조에서 중심적인 위치에 있었다. 6세기의 백제와 신라의 사원에서도 비슷한 면이 확인된다. 이런 가람 배치와 탑의 비중은, 석가모니의 사리(舍利)나 그와 연관된 물건을 봉안하는 곳으로 여겨진 탑이 당시인의 주요한 신앙 대상이었음을 말해준다. 이는 또 당시의 신앙이 석가모니의 설법 내용과 해탈을 위한 자신의 수행보다는, 사리의 영험에 의거하려는 신비적이고 기복적인 면이 강했음을 말해준다. 삼국 시대에 불교의 한 유파로서 주술성이 강한 밀교(密敎)가 크게 성행한 것도 같은 맥락에서 이해할 수 있다.
삼국 시대 불교의 또 다른 주요 특성은 왕실 불교 내지는 국가 불교적인 면이다. 불교가 수용될 무렵 삼국은 중앙 집권적인 국가 체제를 구축해 나가고 있었다. 그에 따라 삼국의 지배층은 확대된 영역 내에 포괄된 여러 주민 집단이 지녀온 재래의 잡다한 신앙과 고립적인 의식의 공간을 한 단계 고양된 차원에서 융합하고, 강화된 왕권의 정통성을 합리화하며 이를 장엄하게 수식해줄 수 있는, 보편성을 지닌 종교가 필요하였다. 그 때문에 삼국의 왕실은 불교의 진흥을 적극 지원하였고, 불교 승려들은 왕권의 존엄을 강조하고 국가에 대한 충성심을 함양하는 일에 능동적으로 임하였다. 이 같은 점은 전래될 당시의 불교의 성격에 의해 촉진되었다.
원래 인도에서는 국가의 불교의 관계가 불교 교단은 정법(正法, Dharma)을 지키고 전승하며 국가는 그 법을 활용하는 것이었는데, 양자는 정법을 통해 연결되었다. 그래서 불법(佛法)은 왕법(王法)과 공존하며 독립성을 유지할 수 있었다. 그러나 중국에서는 불교 전래 초기부터 양자 간에 갈등이 빚어지다가 불법이 왕법 아래 굴종케 되었다. 특히 4세기 이래 북중국에서 전개된 혼돈과 전란의 와중에서, 승려들은 호족(胡族) 출신 왕조와 밀착하여 그 보호 밑에서 불교를 전파하였다. 그에 따라 승려는 왕권 아래에 굴종하였으며 ‘왕즉불(王卽佛)’의 논리로써 왕실의 존엄과 신성함을 찬양하는 데 복무하였다. 북중국의 불교를 받아들인 고구려에선 불교가 전래 초기부터 왕실과 밀착하였고, 국가 불교적인 색채가 농후하였다. ‘왕이 곧 부처’라는 주장은 왕이 천손(天孫), 즉 하느님의 자손이라는 재래의 관념과 연결되어 쉽게 받아들여지기도 하였다. 그런 면은 삼국 중 상대적으로 후진(後進) 지역이었던 신라에서 더 현저하게 나타났다. 신라의 왕실이 석가모니 집안의 환생(還生)이라고 하거나, 진흥왕(眞興王)을 정법을 펼치는 위대한 정복 군주의 전륜성왕(轉輪聖王)이라고 한 것은 대표적인 예이다.
6세기 전반의 법흥왕에서 7세기 전반의 진덕여왕(眞德女王)에 이르는 신라 왕의 이름이 모두 불교식이었다. 신라의 승려들은 당시 가장 앞선 지식층으로서 왕을 수행하며 조언을 하고, 군대에 종군하기도 하였으며, 외교 문서를 작성하는 등 정치·군사적인 면에서 주요 역할을 담당하였다. 또한 사찰에서는 외적으로부터 국가가 보호되고 전사한 이들의 영혼이 왕생극락하기를 기원하는 백고좌회(百高座會)와 팔관재회(八關齋會)와 같은 법회들을 국가적 행사로 개최하였다.
곧 왕과 국가에 대한 충성심을 불교 교의와 의례를 통해 함양하고 일체감을 도모하였다. 청소년 조직인 화랑도에 승려가 배치되어 낭도의 정신적인 교화를 담당하였는데, 그 교화의 내용도 이와 같은 차원의 것이었을 것이다. 즉 신라에서 호국(護國)은 호법(護法)과 동일시되었다. 고구려나 백제도 비슷했을 것으로 여겨지는데, 이는 신라의 백고좌회와 팔관재회가 고구려에서 넘어온 승려 혜량(惠亮)에 의해 처음 열렸다는 것을 통해서도 짐작할 수 있다.

## 같이 보기
- 한국의 상고시대 문학
- 삼국시대의 문학
- 삼국시대의 교육